# BIRC2
Bakuloviralni protein 2 koji sadrži IAP ponavljanje (cIAP1) je protein koji je kod ljudi kodiran BIRC2 genom.
cIAP1 je član familije inhibitora apoptoze, koja inhibira apoptozu putem ometanja dejstva kaspaza.

## Interakcije
BIRC2 formira interakcije sa HtrA serinskom peptidazom 2, Diablo homologom, , , , , Kaspaza-9, , ,  i Ubikvitin C.

## Literatura
- Maruyama K, Sugano S (1994). „Oligo-capping: a simple method to replace the cap structure of eukaryotic mRNAs with oligoribonucleotides.”. Gene. 138 (1-2): 171—4. PMID 8125298. doi:10.1016/0378-1119(94)90802-8.
- Uren AG; Pakusch M; Hawkins CJ;  . (1996). „Cloning and expression of apoptosis inhibitory protein homologs that function to inhibit apoptosis and/or bind tumor necrosis factor receptor-associated factors.”. Proc. Natl. Acad. Sci. U.S.A. 93 (10): 4974—8. PMC 39390 . PMID 8643514. doi:10.1073/pnas.93.10.4974.
- Rajcan-Separovic E, Liston P, Lefebvre C, Korneluk RG (1997). „Assignment of human inhibitor of apoptosis protein (IAP) genes xiap, hiap-1, and hiap-2 to chromosomes Xq25 and 11q22-q23 by fluorescence in situ hybridization.”. Genomics. 37 (3): 404—6. PMID 8938457. doi:10.1006/geno.1996.0579.
- Suzuki Y; Yoshitomo-Nakagawa K; Maruyama K;  . (1997). „Construction and characterization of a full length-enriched and a 5'-end-enriched cDNA library.”. Gene. 200 (1-2): 149—56. PMID 9373149. doi:10.1016/S0378-1119(97)00411-3.
- Roy N; Deveraux QL; Takahashi R;  . (1998). „The c-IAP-1 and c-IAP-2 proteins are direct inhibitors of specific caspases.”. EMBO J. 16 (23): 6914—25. PMC 1170295 . PMID 9384571. doi:10.1093/emboj/16.23.6914.
- Deveraux QL; Roy N; Stennicke HR;  . (1998). „IAPs block apoptotic events induced by caspase-8 and cytochrome c by direct inhibition of distinct caspases.”. EMBO J. 17 (8): 2215—23. PMC 1170566 . PMID 9545235. doi:10.1093/emboj/17.8.2215.
- McCarthy JV, Ni J, Dixit VM (1998). „RIP2 is a novel NF-kappaB-activating and cell death-inducing kinase.”. J. Biol. Chem. 273 (27): 16968—75. PMID 9642260. doi:10.1074/jbc.273.27.16968.
- Young SS; Liston P; Xuan JY;  . (1999). „Genomic organization and physical map of the human inhibitors of apoptosis: HIAP1 and HIAP2.”. Mamm. Genome. 10 (1): 44—8. PMID 9892732. doi:10.1007/s003359900940.
- Hinds MG, Norton RS, Vaux DL, Day CL (1999). „Solution structure of a baculoviral inhibitor of apoptosis (IAP) repeat.”. Nat. Struct. Biol. 6 (7): 648—51. PMID 10404221. doi:10.1038/10701.
- Verhagen AM; Ekert PG; Pakusch M;  . (2000). „Identification of DIABLO, a mammalian protein that promotes apoptosis by binding to and antagonizing IAP proteins.”. Cell. 102 (1): 43—53. PMID 10929712. doi:10.1016/S0092-8674(00)00009-X.
- Vucic D; Stennicke HR; Pisabarro MT;  . (2001). „ML-IAP, a novel inhibitor of apoptosis that is preferentially expressed in human melanomas.”. Curr. Biol. 10 (21): 1359—66. PMID 11084335. doi:10.1016/S0960-9822(00)00781-8.
- Werneburg BG; Zoog SJ; Dang TT;  . (2001). „Molecular characterization of CD40 signaling intermediates.”. J. Biol. Chem. 276 (46): 43334—42. PMID 11562359. doi:10.1074/jbc.M104994200.
- Suzuki Y; Imai Y; Nakayama H;  . (2001). „A serine protease, HtrA2, is released from the mitochondria and interacts with XIAP, inducing cell death.”. Mol. Cell. 8 (3): 613—21. PMID 11583623. doi:10.1016/S1097-2765(01)00341-0.
- Verhagen AM; Silke J; Ekert PG;  . (2002). „HtrA2 promotes cell death through its serine protease activity and its ability to antagonize inhibitor of apoptosis proteins.”. J. Biol. Chem. 277 (1): 445—54. PMID 11604410. doi:10.1074/jbc.M109891200.
- Mellström B; Ceña V; Lamas M;  . (2002). „Gas1 is induced during and participates in excitotoxic neuronal death.”. Mol. Cell. Neurosci. 19 (3): 417—29. PMID 11906213. doi:10.1006/mcne.2001.1092.
- Li X, Yang Y, Ashwell JD (2002). „TNF-RII and c-IAP1 mediate ubiquitination and degradation of TRAF2.”. Nature. 416 (6878): 345—7. PMID 11907583. doi:10.1038/416345a.
- Imoto I; Tsuda H; Hirasawa A;  . (2002). „Expression of cIAP1, a target for 11q22 amplification, correlates with resistance of cervical cancers to radiotherapy.”. Cancer Res. 62 (17): 4860—6. PMID 12208731.